# フリアン・バウティスタ
フリアン・バウティスタ（Julián Bautista, 1901年4月21日 - 1961年7月8日）は、スペインの作曲家。
マドリード出身。14歳からマドリード音楽院で作曲を学んだ。19歳で作曲家デビューし、1923年と1926年の2度にわたって弦楽四重奏曲で国家賞を受賞した。さらに1929年のバレエ「馬鹿騒ぎ」と1932年の「グロテスクな序曲」が高い評価を受けた。
1930年にフランス6人組にならって、サルバドール・バカリッセ、フェルナンド・レマーチャ、ホアン・ホセ・マンテコン、グスタボ・ピッタルーガ、ローサ・ガルシア・アスコート、ロドルフォ・アルフテル、エルネスト・アルフテルらとともにスペイン8人組を結成した。
しかしスペイン内戦のために国を逃れ、フランスとベルギーで1年過ごした後、1940年にアルゼンチンのブエノスアイレスに移り、そのままブエノスアイレスで死去した。享年60。
作品には歌曲、合唱曲、ピアノ曲、映画音楽、室内楽曲、2つの交響曲などがある。